# Тиндаль (ледник)
Ледник Тиндаль (исп. Glaciar Tyndall) — один из крупнейших ледников на Южном Патагонском ледниковом плато. Расположен в национальном парке Торрес-дель-Пайне, Чили. Длина ледника 32 километра, площадь его поверхности составляет 340 км², из которых 219 км² приходится на зону накопления. Язык ледника простирается в южном направлении и питает озёра Тиндаль и Хейкие, разделённые скалистым перешейком. Соседствует с ледником Грей.
В 16 километрах от окончания ледника по его левой стороне расположено боковое ответвление, известное под названиями Сапата-Сур и Ленгуа-Эсте.
Скорость отступления ледника увеличивается. В 1975—1985 годах она составляла 1,7 метра в год, в 1993—2002 — 3,6 метра в год. Ежегодно ледник теряет примерно 0,5 км² своей площади. Причиной этому служит обратная связь системы ледника с озером Хейкие: повышение уровня воды вызывает нагрев ледника озёрной водой, что усиливает таяние.
Назван в честь английского учёного Джона Тиндаля.